# Saara (geslacht)
Saara is een geslacht van hagedissen uit de familie agamen (Agamidae).

## Naam en indeling
De wetenschappelijke naam van de soort werd voor het eerst voorgesteld door John Edward Gray in 1845. De verschillende soorten werden tot 2009 tot het geslacht van de doornstaartagamen (Uromastix) gerekend en staan in veel literatuur onder hun oude wetenschappelijke naam vermeld.

## Verspreiding en habitat
De soorten komen voor in delen van Azië en het Midden-Oosten en leven in de landen Afghanistan, India, Iran, Irak en Pakistan. De habitat bestaat uit graslanden, woestijnen en ook agrarische gebieden zijn geschikt als leefgebied.

## Beschermingsstatus
Door de internationale natuurbeschermingsorganisatie IUCN is aan een soort een beschermingsstatus toegewezen. Saara loricata wordt beschouwd als 'veilig' (Least Concern of LC).

## Soorten
Het geslacht omvat de volgende soorten, met de auteur en het verspreidingsgebied.
| Naam                                         | Auteur         | Verspreidingsgebied          |
| -------------------------------------------- | -------------- | ---------------------------- |
| Saara asmussi                                | Strauch, 1863  | Afghanistan, India, Pakistan |
| Indische doornstaartagame (Saara hardwickii) | Gray, 1827     | Afghanistan, India, Pakistan |
| Saara loricata                               | Blanford, 1874 | Irak, Iran                   |